# Base (мини-альбом)
Base – дебютный мини-альбом южнокорейского автора-исполнителя, звукозаписывающего продюсера, автора и главного вокалиста бойбенда SHINee Джонхёна, выпущенный 12 января 2015 года лейблом S.M. Entertainment. Исполнительным продюсером выступил основатель и директор S.M. Entertainment Ли Су Ман.

## Подготовка и релиз
При записи своего дебютного альбома Джонхён работал с такими артистами, как Younha, Wheesung, Zion.T и Iron. Первый сингл «Crazy (Guilty Pleasure)», записанный при участии Iron, был выпущен вместе с альбомом на всех музыкальных корейских сайтах в полночь 12 января 2015 года. Четырьмя днями ранее, 8 января состоялся дебютный шоукейс в SMTown Coex Artium, ведущей которого стала Суён из Girls’ Generation. До начала шоукейса прошла пресс-конференция с участием СМИ, где Джонхён поделился: «Честно говоря, я не уверен в исполнении баллад. В прошлом они нравились моим фанатам, но я не очень хорош в их исполнении. Для этого альбома я сконцентрировался на представлении моего музыкального стиля и того, что я хочу вложить в свою музыкальную карьеру. Мне хотелось сделать альбом, наполненный теми песнями, которые мне нравятся, и работать с теми музыкантами, кто вдохновляют меня. Когда я решал, с кем хочу записать материал для альбома, я выбрал артистов, способных  выразить ту или иную песню лучше всего».
Композиция «Beautiful Tonight», ставшая бонус-треком, была написана в начале 2012 года.
7 января был выпущен сингл «Déjà-Boo», текст и музыка к которому были написаны Джонхёном и Zion.T, выступившим в качестве сопродюсера. Песня была описана как «композиция жанра ретро фанк с аккомпанированием синтезатора и фанк ритмом ударных».
8 января был выпущен трек «Love Belt», также написанный Джонхёном самостоятельно и записанный при участии Юнхи. Видеоклип «Crazy (Guilty Pleasure)» был выпущен в тот же день. Песня была записана при участии Iron, участник третьего сезона шоу «Show Me the Money 3». Концепт видео соответствует самому названию – грешное удовольствие, означающее наслаждение тем, чем не должен. Джонхён изображает мужчину, увлечённого соблазнительной женщиной. Промоушен стартовал 9 января с выступления на Music Bank.
«Crazy (Guilty Pleasure)» стал самым просматриваемым корейским видео в США и во всём мире за январь 2015 года. За весь 2015 год было продано 74 000 копий на территории Южной Кореи.

## Список композиций
Информация взята с официального сайта и с официального твиттера Джонхёна.
| №  | Название                                     | Текст песни           | Музыка                        | Длительность |
| -- | -------------------------------------------- | --------------------- | ----------------------------- | ------------ |
| 1. | «데자-부 (Déjà-Boo)» (совместно с Zion.T)    | Ким Джонхён           | Ким Джонхён, Zion.T, Wefreaky | 3:29         |
| 2. | «Crazy (Guilty Pleasure)» (совместно с Iron) | Ким Джонхён           | Dsign Music                   | 3:41         |
| 3. | «할렐루야 (Hallelujah)»                      | Ким Джонхён, Wheesung | Im Gwang Ok, Dsign Music      | 3:18         |
| 4. | «Love Belt» (совместно с Younha)             | Ким Джонхён           | Ким Джонхён, Wefreaky         | 3:31         |
| 5. | «NEON»                                       | Ким Джонхён           | Ким Джонхён, Deez             | 3:29         |
| 6. | «일인극 (MONO-Drama)»                        | Ким Джонхён           | The Underdogs, Eric Dawkins   | 4:14         |

### Бонус-трек
| №  | Название                            | Текст песни | Музыка              | Длительность |
| -- | ----------------------------------- | ----------- | ------------------- | ------------ |
| 7. | «시간이 늦었어 (Beautiful Tonight)» | Ким Джонхён | Ким Джонхён, So Jin | 3:50         |

### Скрытый трек (только на CD)
| №  | Название                    | Текст песни | Музыка                | Длительность |
| -- | --------------------------- | ----------- | --------------------- | ------------ |
| 8. | «포춘쿠키 (Fortune Cookie)» | Ким Джонхён | Ким Джонхён, Wefreaky | 2:42         |

## Позиции в чартах
| Страна      | Чарт                     | Высшая позиция |
| ----------- | ------------------------ | -------------- |
| Южная Корея | Gaon Weekly Album Chart  | 1              |
| Южная Корея | Gaon Monthly Album Chart | 2              |
| США         | Billboard World Albums   | 1              |
| США         | Billboard Heatseekers    | 20             |

## Награды и номинации

### Музыкальные шоу
| Песня      | Музыкальное шоу | Дата                |
| ---------- | --------------- | ------------------- |
| «Déjà-Boo» | Music Core      | 17 января 2015 года |
| «Déjà-Boo» | Inkigayo        | 18 января 2015 года |
| «Déjà-Boo» | The Show        | 20 января 2015 года |
| «Déjà-Boo» | Show Champion   | 21 января 2015 года |
| «Déjà-Boo» | M! Countdown    | 22 января 2015 года |
| «Déjà-Boo» | Music Bank      | 23 января 2015 года |
| «Déjà-Boo» | Music Core      | 24 января 2015 года |
| «Déjà-Boo» | The Show        | 27 января 2015 года |

## История релиза
| Регион        | Дата                | Формат                | Лейбл                        |
| ------------- | ------------------- | --------------------- | ---------------------------- |
| По всему миру | 12 января 2015 года | CD, цифровая загрузка | S.M. Entertainment           |
| Южная Корея   | 12 января 2015 года | CD, цифровая загрузка | S.M. Entertainment, KT Music |